# Svojšínský tunel
Svojšínský tunel je železniční tunel č. 2 na katastrálním území Ošelín na železniční trati Plzeň–Cheb v km 395,700–395,852 mezi stanicemi Svojšín a Ošelín.

## Historie
Trať byla postavena společností Dráha císaře Františka Josefa jako část železniční tratě Vídeň – České Budějovice – Cheb. Koncese ke stavbě byla vydána 11. listopadu 1866. Výstavbou byla pověřena stavební firma bratří Kleinů a Adalberta Lanny. Politická pochůzka na úseku Plzeň–Cheb byla provedena v roce 1869. Stavební práce byly zahájeny v lednu 1870 a ukončeny v září 1871. Slavnostní otevření trati Plzeň–Cheb proběhlo 28. ledna 1872. V roce 1884 byla trať zestátněna.
Na trati byly ve skalnatém údolí řeky Mže vybudovány tři tunely, Svojšínský, Ošelínský a Pavlovický, které byly uvedeny do provozu v roce 1871. Svojšínský tunel byl částečně opravován v roce 2004 a s tunely Ošelínským a Pavlovickým byl rekonstruován v rámci optimalizace III. koridoru v období 2008–2011 firmou Skanska.

## Geologie a geomorfologie
Tunel se nachází v geomorfologické oblasti Plzeňská pahorkatina, celku Plaská pahorkatina s podcelkem Stříbrská pahorkatina s okrskem Svojšínská vrchovina.
Geologické podloží v této oblasti je tvořeno z proterozoických fylitů s denudačními zbytky karbonských a třetihorních sedimentů.
Tunel leží v nadmořské výšce 425 m, je dlouhý 151,78 m.

## Popis
Jednokolejný tunel byl vybudován na trati Plzeň–Cheb mezi dnešními stanicemi Svojšín a Ošelín. Byl proražen ve skalnatém ostrohu v meandru řeky Mže. Při rekonstrukci tunelu v rámci optimalizace III. koridoru bylo provedeno obnovení odvodnění, sanovány portály, upraveno betonové ostění, zajištění průjezdního profilu a byly vybudovány záchranné výklenky.